# پتر آلتنبرگ
پتر آلتنبرگ (انگلیسی: Peter Altenberg؛ ۹ مارس ۱۸۵۹ – ۱۹ ژانویهٔ ۱۹۱۹) یک نویسنده، و شاعر اهل اتریش بود.